# محمدعلی شعبانی
محمدعلی شعبانی (متولد ۱۳۰۲ شمسی در شهر گلپایگان؛ متوفی ۱۲ اردیبهشت ۱۳۵۸) مشهور به دکتر حسینی، مدیر داخلی بازداشتگاه اوین بود و در کمیته مشترک ضد خرابکاری ساواک سازمان اطلاعات امنیت زمان حکومت شاهنشاهی محمدرضا شاه پهلوی مشغول به کار بود.

خبر محاکمه ۲۵ کارمند ساواک در دادگاه‌های انقلاب اسلامی.

## زندگی‌نامه
وی متولد سال ۱۳۰۲ است و بعد از تحصیلات نیمه کاره ابتدایی وارد ارتش شد. شعبانی در ادامه با درجه گروهبانی در رکن ۲ ارتش مشغول خدمت شد.
وی پس از تأسیس ساواک در سال ۳۶، برای ادامه خدمت به ساواک منتقل شد و در اداره سوم فعالیت می‌کرد. با کسب مقام مدیریت اوین حسینی تا مدتی مسئول بازجویی زندانیان سیاسی بود. در ادامه زمانی که کمیته مشترک ضد خرابکاری در ساواک تشکیل شد، او نیز در آن قسمت مشغول به کار شد. جدیت و پشتکار فراوان او در بازپرسی از زندانیان در حدی بود که وی موفق به دریافت نشان‌ها و مدال‌های مختلف شد.

## مرگ
محمد علی شعبانی سرانجام بعد از انقلاب ۱۳۵۷ ایران، در تاریخ ۲۴ اسفند ۵۷ هنگامی که منزلش محاصره بود با اسلحه کمری اقدام به خودکشی کرد اما بلافاصله به بیمارستان منتقل و سرانجام در تاریخ ۱۲ اردیبهشت ۱۳۵۸ درگذشت.